# 羅馬體

由Stanley Morison在1928年，根據Francesco Griffo在1495年的手稿而設計的Bembo字形，屬於羅馬體。

在拉丁字母的字體排印學中，羅馬體（英語：Roman type）是一種主要印刷字形，與哥特體（Blackletter）、義大利體並列為三大主流字形，也被稱為標準體（Regular）。羅馬體根據古羅馬時代，在建築上的銘文而設計，其特色為直立、正寫。起源於14世紀，當時為神聖羅馬帝國時代。在文藝復興時期，羅馬體與義大利體成為兩大主要印刷字形。